# Mbaye Ndiaye (basket-ball)
Pour les articles homonymes, voir Mbaye Ndiaye et Ndiaye.
Mbaye Ndiaye, né le 4 janvier 1999, est un joueur international sénégalais de basket-ball évoluant au poste d'ailier ou d'ailier fort à l'ASVEL Lyon-Villeurbanne.

## Biographie
Mbaye Ndiaye est formé à l'US Rail au Sénégal. En 2017, il rejoint la JL Bourg-en-Bresse, avec qui il dispute quelques rencontres de Championnat de France. Il est alors repéré par Mickaël Hay, entraîneur de l'ADA Blois, qu'il rejoint en 2020. En juillet 2022, il participe à la Summer League avec les Nuggets de Denver.
En 2023, il rejoint l'ASVEL Lyon-Villeurbanne avec qui il signe un contrat de trois saisons. En décembre 2023, il participe au concours de dunks du All-Star Game LNB.
Mbaye Ndiaye joue aussi pour l'équipe du Sénégal.